# Symboly Zlínského kraje

Znak Zlínského kraje

Vlajka Zlínského kraje
Poměr stran: 2:3

Symboly Zlínského kraje jsou znak, vlajka a logo. Znak a vlajku udělil kraji rozhodnutím č. 97 ze dne 22. listopadu 2002 předseda Poslanecké sněmovny Parlamentu České republiky Václav Klaus. Logo, které ale není oficiálním symbolem, bylo schváleno Radou Zlínského kraje v roce 2004.

## Popis symbolů

### Znak
Oficiální popis: „Modro-zlatě čtvrcený štít, v prvním poli moravská orlice, ve druhém poli postavená zavřená modrá kniha se stříbrnou ořízkou a zlatým patriarším křížem na deskách, ve třetím poli dvě modré zkřížené sekerky – valašky na černých topůrkách, přeložené položenou modrou radlicí a převýšené modrým vinným hroznem, ve čtvrtém poli zlatá osmihrotá hvězda.“

### Vlajka
Vlajka kraje je heraldická, tzn. odvozená z krajského znaku prostým přepisem na list o poměru stran 2:3.
Oficiální popis: „Modro-žlutě čtvrcený list. V horním žerďovém poli moravská orlice. V dolním žerďovém poli dvě modré zkřížené sekerky – valašky na černých topůrkách, přeložené modrou radlicí hrotem k žerdi a převýšené modrým vinným hroznem. V horním vlajícím poli postavená modrá zavřená kniha s bílou ořízkou a žlutým patriarším křížem na deskách. V dolním vlajícím poli žlutá osmicípá hvězda.“

### Logo
Logo Zlínského kraje z roku 2022 tvoří barevné pozadí a černý nápis Zlínský kraj uprostřed překrytý černým čtvercem s nápisem Kraj bez hranic (v anglické verzi Outside the box), který je vyveden v barvách pozadí. Výchozí barvou pozadí je žlutá.

## Symbolika
První pole znaku a vlajky zaujímá historický znak Moravy, na jejímž historickém území se kraj rozkládá. Patriarší kříž, symbol Velkomoravské říše, připomíná působení věrozvěstů sv. Cyrila a Metoděje. Symbolika kraje ve třetím poli poukazuje na přírodní a kulturní rozmanitost oblasti: valašky (Vsetínsko a Zlínsko – Valašsko), radlice (Kroměřížsko – Haná), vinný hrozen (Uherskohradišťsko). Hvězda v posledním poli byla převzata ze znaku města Zlína.

Moravská orlice
Znak Zlína

## Historie

### Historie znaku a vlajky
Po vzniku krajů v dnešní podobě (s účinností od 1. ledna 2001) byli Radou kraje osloveni čtyři tvůrci znaků k účasti ve výběrovém řízení na ztvárnění krajských symbolů, s termínem uzávěrky 30. dubna 2001:
- Antonín Javora ze Zlína
- Robert Keprt z Brna
- Jan Krba z Valašského Meziříčí
- Miroslav Pavlů z Kelče

28. května 2001 postoupily (na zasedání výběrové komise) do užšího výběru návrhy Antonína Javory a Miroslava Pavlů. Odborná komise doporučila ke schválení návrh pana Pavlů. Tento návrh byl tvořen modro-zlatě čtvrceným štítem, který nesl v prvním poli moravskou orlici, ve druhém patriarší kříž na deskách zavřené knihy, ve třetím poli zkřížené valašky, radlici a vinný hrozen. Ve čtvrtém poli byla zlatá osmihrotá hvězda ze znaku Zlína.
30. května 2001 projednal vítězný návrh Podvýbor pro heraldiku a vexilologii Poslanecké sněmovny a doporučil ho k udělení. 13. června tento návrh projednalo ještě zastupitelstvo kraje, které mělo výhrady k symbolice oblasti kraje a ke kříži, příliš připomínající Slovensko. Symboly nebyly zastupitelstvem schváleny a připomínky byly předány autorovi symbolů. Ten zeštíhlil patriarší kříž a po konzultaci s odborníky pozměnil kresbu radlice a valašek. 12. září byly symboly zastupitelstvem schváleny, a protože neměly vliv na popis symbolů, nemusely být již v podvýboru projednávány.
14. listopadu 2001 vyslovil, usnesením č. 283/2001, Výbor pro vědu, vzdělání, kulturu, mládež a tělovýchovu souhlas s udělením symbolů. Rozhodnutím č. 97 ze dne 22. listopadu 2001 udělil kraji symboly předseda Poslanecké sněmovny Václav Klaus. Slavnostní předání dekretu do rukou hejtmana Zlínského kraje Františka Slavíka proběhlo v místnosti státních aktů Poslanecké sněmovny dne 21. ledna 2002.

### Historie loga

#### Logo 2003
Zlínský kraj vyhlásil v roce 2003 soutěž na logo. Po oslovení firem (bez výsledků) i čtyři školy z kraje s uměleckým zaměřením. Soutěže se zúčastnily nakonec tři školy. Z 16 návrhů měla komise k dispozici podklady pro rozhodování od Jana Čančíka (vedoucí výtvarného oboru ZUŠ ve Zlíně) a Michala Richtra (Managing Director Ogilvy CID). Vítězkou se stala tehdejší studentka Zlínské soukromé VOŠ umění Žaneta Drgová, konzultantem a vedoucím při zpracovávání projektu byl Dušan Wolf, absolvent ateliéru grafického designu UTB ve Zlíně. Logo bylo schváleno Radou Zlínského kraje v únoru 2004 a bylo (podle zákona č. 441/2003 Sb.) ochrannou známkou, zapsanou v rejstříku Úřadu průmyslového vlastnictví.
Logo Zlínského kraje z roku 2003 bylo tvořeno čtyřmi čtverci uspořádaných do tvaru písmene Z. Čtverce byly doplněny o text Zlínský kraj vyvedený písmem Teuton. Základní modrou barvou byla Pantone 541C.
Čtverce v logu z roku 2003 byly uspořádány do tvaru prvního písmene názvu kraje. Jejich počet symbolizoval jednotlivé regiony (okresy) kraje: Kroměřížsko, Uherskohradišťsko, Vsetínsko a Zlínsko. Modrá barva v různých odstínech odkazovala na barevnost historického znaku města Zlína, symbolizovala spolupráci regionů a měla vzbuzovat pocit důvěry v solidnost instituce. Strohá kresba písma měla dobře korespondovat s lapidárními tvary symbolu.

#### Logo 2022
V roce 2022 bylo přijato nové logo. Autorem loga i nové vizuální identity kraje byla kreativní agentura Little Greta.